# Leptoischyrodon congoanus
Leptoischyrodon congoanus är en bladmossart som beskrevs av Hugh Neville Dixon 1932. Leptoischyrodon congoanus ingår i släktet Leptoischyrodon och familjen Fabroniaceae. Inga underarter finns listade i Catalogue of Life.